# Arabia Saudită (selecționata de fotbal sub 17)
Arabia Saudită echipa națională sub 17 fotbal (arabă: المنتخب السعودي لكرة القدم تحت 17 سنة), de asemenea, cunoscut sub numele de Arabia Saudită Under-17 sau echipa Arabia Saudită Junior, reprezintă Arabia Saudită în competițiile internaționale de fotbal în AFC U-17 Championship și FIFA U-17 World Cup, precum și orice alte turnee internaționale de fotbal sub-17.

## Palmares
Campionatul Mondial de Fotbal sub 17 ani
- Campioană (1): 1989

AFC U-16 Championship
- Campioană (2): 1985, 1988
- Locul 3 (2): 1986, 1992

Arab Cup U-17
- Campioană (1): 2011
- Vice-campioană (1): 2014